# Esquí acrobàtic als Jocs Olímpics d'hivern de 2018 - Salts acrobàtics masculins
La prova de salts acrobàtics masculins va ser una de les deu proves que es disputaren als Jocs Olímpics d'Hivern de 2018 de Pyeongchang (Corea del Sud) dins el programa d'esquí acrobàtic. La competició es va disputar entre el 17 i el 18 de febrer al Bogwang Phoenix Park.

## Medaller
| Or                        | Argent             | Bronze           |
| Oleksandr Abramenko (UKR) | Jia Zongyang (CHN) | Ilya Burov (OAR) |

## Resultats

### Classificació
La ronda de classificació es va disputar el 17 de febrer a les 20:00. Els 6 primers passaven a la final. La resta passaven a una segona ronda de classificació.
| Posició | Dorsal | Nom                  | País                       | Puntuació | Notes |
| ------- | ------ | -------------------- | -------------------------- | --------- | ----- |
| 1       | 10     | Jonathon Lillis      | Estats Units               | 127.44    | Q     |
| 2       | 5      | Qi Guangpu           | R.P. de la Xina            | 126.70    | Q     |
| 3       | 2      | Jia Zongyang         | R.P. de la Xina            | 126.55    | Q     |
| 4       | 15     | Stanislau Hladchenko | Belarús                    | 126.11    | Q     |
| 5       | 16     | Pavel Krotov         | Atletes Olímpics de Rússia | 124.89    | Q     |
| 6       | 8      | Olivier Rochon       | Canadà                     | 124.34    | Q     |
| 7       | 25     | Dimitri Isler        | Suïssa                     | 123.98    |       |
| 8       | 7      | Ilya Burov           | Atletes Olímpics de Rússia | 123.98    |       |
| 9       | 6      | Oleksandr Abramenko  | Ucraïna                    | 123.01    |       |
| 10      | 13     | Wang Xindi           | R.P. de la Xina            | 121.24    |       |
| 11      | 3      | Anton Kushnir        | Belarús                    | 120.80    |       |
| 12      | 1      | Maxim Burov          | Atletes Olímpics de Rússia | 117.65    |       |
| 13      | 27     | Noe Roth             | Suïssa                     | 116.06    |       |
| 14      | 26     | Mischa Gasser        | Suïssa                     | 113.72    |       |
| 15      | 18     | David Morris         | Austràlia                  | 112.83    |       |
| 16      | 14     | Liu Zhongqing        | R.P. de la Xina            | 107.08    |       |
| 17      | 12     | Naoya Tabara         | Japó                       | 103.98    |       |
| 18      | 4      | Maxim Gustik         | Belarús                    | 92.92     |       |
| 19      | 30     | Ildar Badrutdinov    | Kazakhstan                 | 89.18     |       |
| 20      | 28     | Nicolas Gygax        | Suïssa                     | 88.29     |       |
| 21      | 9      | Lewis Irving         | Canadà                     | 87.17     |       |
| 22      | 17     | Eric Loughran        | Estats Units               | 86.28     |       |
| 23      | 11     | Mac Bohonnon         | Estats Units               | 85.97     |       |
| 24      | 29     | Lloyd Wallace        | Regne Unit                 | 73.06     |       |
| 25      | 19     | Stanislav Nikitin    | Atletes Olímpics de Rússia | 70.59     |       |

### Classificació 2
La segona ronda de classificació va tenir lloc el 17 de febrer a les 20:45. Els 6 millors passaven a la final.
| Posició | Dorsal | Nom                 | País                       | Ronda 1 | Ronda 2 | Millor | Notes |
| ------- | ------ | ------------------- | -------------------------- | ------- | ------- | ------ | ----- |
| 1       | 7      | Ilya Burov          | Atletes Olímpics de Rússia | 123.98  | 126.55  | 126.55 | Q     |
| 2       | 18     | David Morris        | Austràlia                  | 112.83  | 124.89  | 124.89 | Q     |
| 3       | 25     | Dimitri Isler       | Suïssa                     | 123.98  | 88.94   | 123.98 | Q     |
| 4       | 6      | Oleksandr Abramenko | Ucraïna                    | 123.01  | 123.08  | 123.08 | Q     |
| 4       | 14     | Liu Zhongqing       | R.P. de la Xina            | 107.08  | 123.08  | 123.08 | Q     |
| 6       | 26     | Mischa Gasser       | Suïssa                     | 113.72  | 121.72  | 121.72 | Q     |
| 7       | 3      | Anton Kushnir       | Belarús                    | 120.80  | 121.27  | 121.27 |       |
| 8       | 13     | Wang Xindi          | R.P. de la Xina            | 121.24  | 96.38   | 121.24 |       |
| 9       | 1      | Maxim Burov         | Atletes Olímpics de Rússia | 117.65  | 116.37  | 117.65 |       |
| 10      | 27     | Noe Roth            | Suïssa                     | 116.06  | 116.64  | 116.64 |       |
| 11      | 11     | Mac Bohonnon        | Estats Units               | 85.97   | 112.39  | 112.39 |       |
| 12      | 19     | Stanislav Nikitin   | Atletes Olímpics de Rússia | 70.59   | 111.06  | 111.06 |       |
| 13      | 12     | Naoya Tabara        | Japó                       | 103.98  | 78.73   | 103.98 |       |
| 14      | 29     | Lloyd Wallace       | Regne Unit                 | 73.06   | 100.03  | 100.03 |       |
| 15      | 30     | Ildar Badrutdinov   | Kazakhstan                 | 89.18   | 94.47   | 94.47  |       |
| 16      | 4      | Maxim Gustik        | Belarús                    | 92.92   | 89.14   | 92.92  |       |
| 17      | 28     | Nicolas Gygax       | Suïssa                     | 88.29   | 88.92   | 88.92  |       |
| 18      | 9      | Lewis Irving        | Canadà                     | 87.17   | 78.73   | 87.17  |       |
| 19      | 17     | Eric Loughran       | Estats Units               | 86.28   | 72.40   | 86.28  |       |

### Final
La final es va disputar el 18 de febrer a les 20:00.
| Posició | Dorsal | Nom                  | País                       | Ronda 1 | Posició | Ronda 2     | Posició     | Ronda 3     | Posició     |
| ------- | ------ | -------------------- | -------------------------- | ------- | ------- | ----------- | ----------- | ----------- | ----------- |
| 1       | 6      | Oleksandr Abramenko  | Ucraïna                    | 125.67  | 3       | 125.79      | 4           | 128.51      | 1           |
| 2       | 2      | Jia Zongyang         | R.P. de la Xina            | 118.55  | 9       | 128.76      | 1           | 128.05      | 2           |
| 3       | 7      | Ilya Burov           | Atletes Olímpics de Rússia | 122.13  | 6       | 123.53      | 6           | 122.17      | 3           |
| 4       | 16     | Pavel Krotov         | Atletes Olímpics de Rússia | 126.11  | 2       | 124.89      | 5           | 103.17      | 4           |
| 5       | 8      | Olivier Rochon       | Canadà                     | 125.67  | 4       | 128.05      | 2           | 98.11       | 5           |
| 6       | 15     | Stanislau Hladchenko | Belarús                    | 123.01  | 5       | 126.70      | 3           | 92.61       | 6           |
| 7       | 5      | Qi Guangpu           | R.P. de la Xina            | 127.44  | 1       | 122.17      | 7           | No continua | No continua |
| 8       | 10     | Jonathon Lillis      | Estats Units               | 121.68  | 7       | 95.47       | 8           | No continua | No continua |
| 9       | 14     | Liu Zhongqing        | R.P. de la Xina            | 119.47  | 8       | 94.57       | 9           | No continua | No continua |
| 10      | 18     | David Morris         | Austràlia                  | 111.95  | 10      | No continua | No continua | No continua | No continua |
| 11      | 26     | Mischa Gasser        | Suïssa                     | 99.12   | 11      | No continua | No continua | No continua | No continua |
| 12      | 25     | Dimitri Isler        | Suïssa                     | 97.79   | 12      | No continua | No continua | No continua | No continua |